# 1953 v loďstvech
Tento článek obsahuje významné události v oblasti loďstev v roce 1953.

## Lodě vstoupivší do služby
- 18. listopadu –  Hr. Ms. De Zeven Provinciën (C-802) – lehký křižník třídy De Zeven Provinciën

- 18. listopadu –  Hr. Ms. De Ruyter (C-801) – lehký křižník třídy De Zeven Provinciën

- 6. prosince –  USS Albacore (AGSS-569) – experimentální ponorka